# Illustração Portuguesa

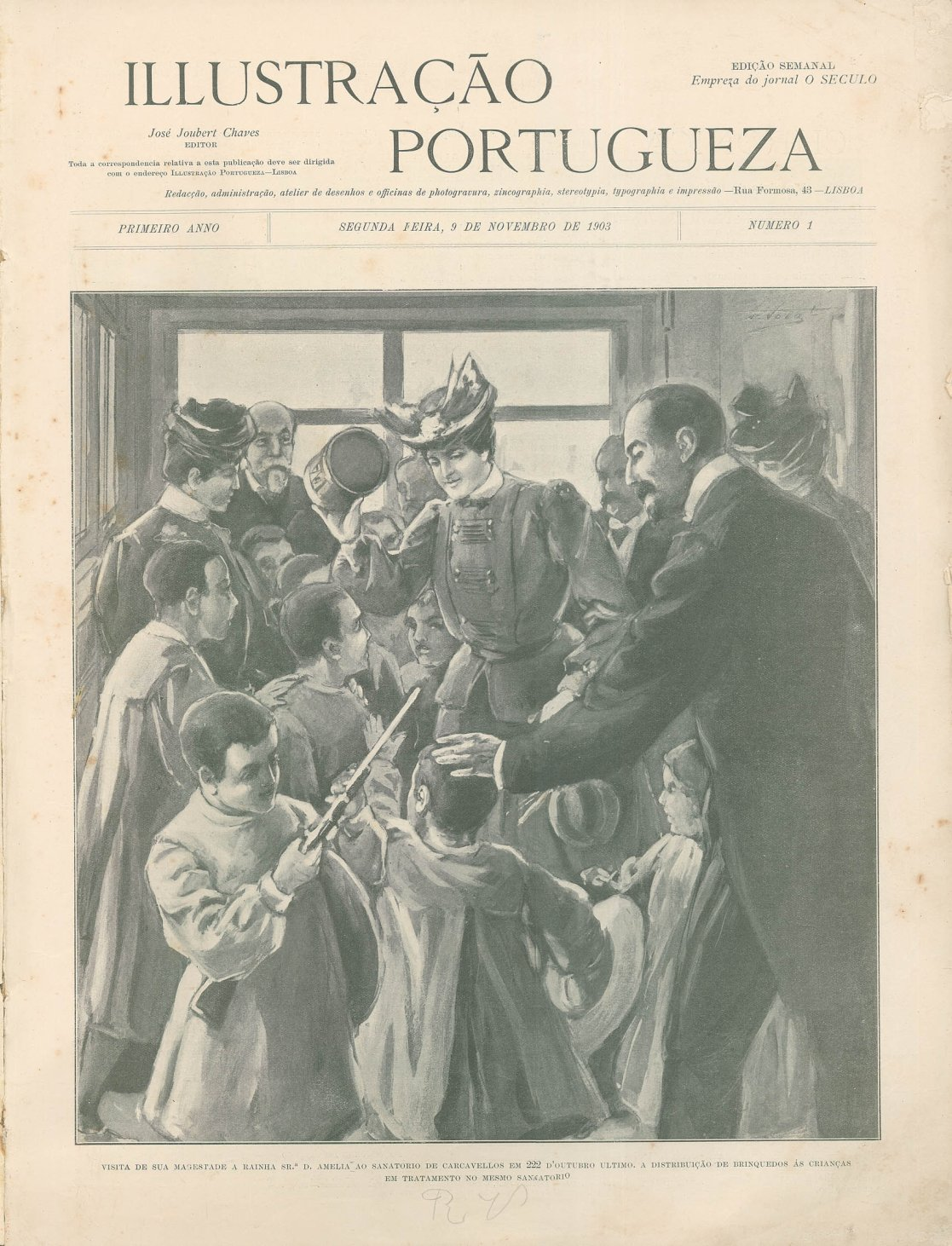
Capa do Nº 1 da revista Illustração Portugueza

A Illustração Portugueza foi uma revista semanal editada pelo jornal O Século, cuja publicação se iniciou em 9 de novembro de 1903 e cessou em 1924.

## Proprietário, diretores e editores
A Illustração Portugueza era propriedade de J. J. da Silva Graça, que foi também seu diretor. Entre os seus editores e directores contaram-se José Joubert Chaves, Carlos Malheiro Dias, António Ferro e António Maria de Freitas.

## Sede e agência
A redacção, administração, bem como as oficinas de composição e impressão, ficavam na Rua do Século, 43, em Lisboa.
A agência da Illustração Portugueza em Paris ficava na Rue des Capucines, 8.

## Colaboradores
Entre os nomes importantes da literatura, da arte e da fotografia que contribuiram regularmente para esta publicação, contam-se Júlio Dantas, Joshua Benoliel, Hipólito Colomb, Manuel Gustavo Bordalo Pinheiro, e Stuart Carvalhais.
Sob a responsabilidade de António Ferro, entre finais de 1921 e o verão de 1922 a revista contou com a colaboração artistas das novas gerações de modernistas, entre os quais: António Soares, Jorge Barradas, Mily Possoz, Stuart Carvalhais, Roberto Nobre, Bernardo Marques, Almada Negreiros, etc. Por pressão dos leitores esse período foi breve, após o que a revista voltava a ser o que era, um "magazine sobrado do Século XIX [...] e assim se arrastaria mais dois anos, até morrer em 24".